# یواس‌اس رمزی (دی‌دی-۱۲۴)
یواس‌اس رمزی (دی‌دی-۱۲۴) (به انگلیسی: USS Ramsay (DD-124)) یک کشتی بود که طول آن ۹۵٫۸۳ متر (۳۱۴٫۴ فوت) بود. این کشتی در سال ۱۹۱۸ ساخته شد.